# A Tramp Abroad
A Tramp Abroad é uma obra de literatura de viagem, que mistura autobiografia com eventos fictícios, do autor americano Mark Twain, publicada em 1880. O livro narra a jornada do autor com seu amigo Harris (um personagem criado para o livro, baseado em seu amigo mais próximo, Joseph Twichell) pela Europa central e meridional. Embora o objetivo declarado da viagem seja percorrer a pé a maior parte do trajeto, os homens acabam utilizando outros meios de transporte conforme atravessam o continente. O livro é o quarto dos seis livros de viagem de Mark Twain publicados durante sua vida e é frequentemente considerado uma continuação não oficial do primeiro, The Innocents Abroad (1869).
À medida que os dois homens percorrem a Alemanha, os Alpes e a Itália, eles se deparam com situações que se tornam ainda mais cômicas por causa de suas reações. O narrador (Twain) representa o típico turista americano da época, que acredita entender tudo o que vê, mas na verdade não compreende nada.

## Enredo
A primeira metade do livro descreve sua estadia no sudoeste da Alemanha (Heidelberg, Mannheim, uma viagem pelo rio Neckar, Baden-Baden e a Floresta Negra). A segunda parte narra suas viagens pela Suíça e leste da França (Lucerna, Interlaken, Zermatt, Chamonix e Genebra). O final do livro trata da viagem por várias cidades do norte da Itália (Milão, Veneza e Roma). Outras cidades também são mencionadas e descritas ao longo da jornada, assim como montanhas famosas como o Matterhorn, a Jungfrau, o Rigi-Kulm e o Mont-Blanc.
Intercaladas com a narração, Mark Twain inclui histórias não relacionadas à viagem, como Bluejay Yarn, The Man who put up at Gadsby's e outras; além de muitas lendas alemãs, algumas inventadas pelo próprio autor.
O livro inclui seis apêndices, com ensaios curtos sobre diferentes temas. Entre eles, o papel do Portier nos hotéis europeus e como eles ganham a vida, uma descrição do Castelo de Heidelberg, um ensaio sobre prisões universitárias na Alemanha, "A Terrível Língua Alemã", um ensaio humorístico sobre a língua alemã, um conto chamado "A Lenda do Castelo" e uma descrição satírica dos jornais alemães.

## Ilustrações
O livro contém cerca de 328 ilustrações que contribuem para o humor da obra, principalmente feitas pelos artistas Walter Francis Brown, True W. Williams, Benjamin Henry Day e William Wallace Denslow.
Também foram incluídas adaptações de obras previamente publicadas por James Carter Beard e Roswell Morse Shurtleff, incluindo, de Scrambles amongst the Alps de Edward Whymper, desenhos de James Mahoney.

Algumas das ilustrações são desenhos do próprio Mark Twain.

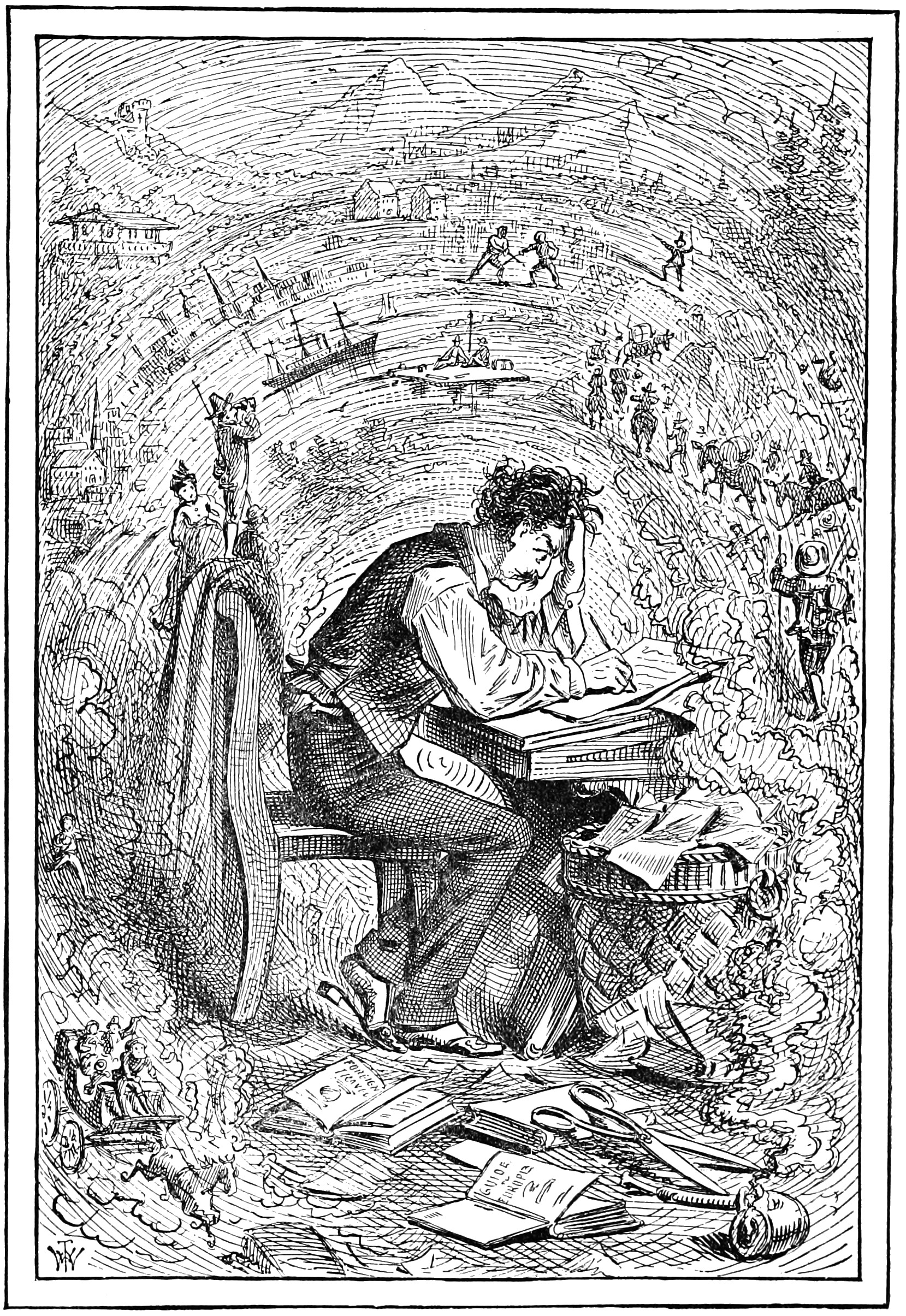
Mark Twain trabalhando, por True Williams (As Memórias do Autor, p. 17)
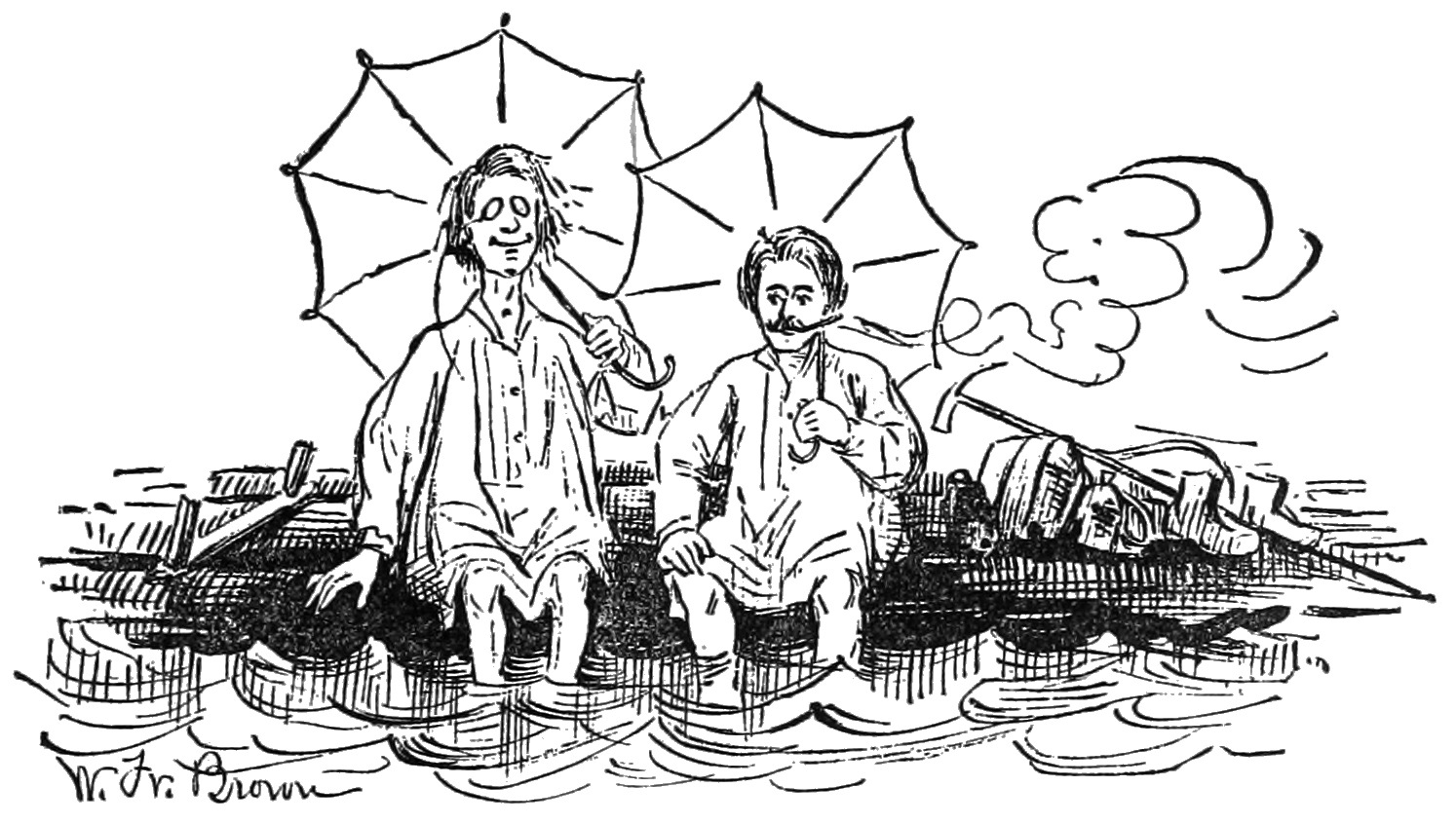
Harris e Twain (?) por Walter Francis Brown (Um Êxtase Profundo e Tranquilo, p. 129)
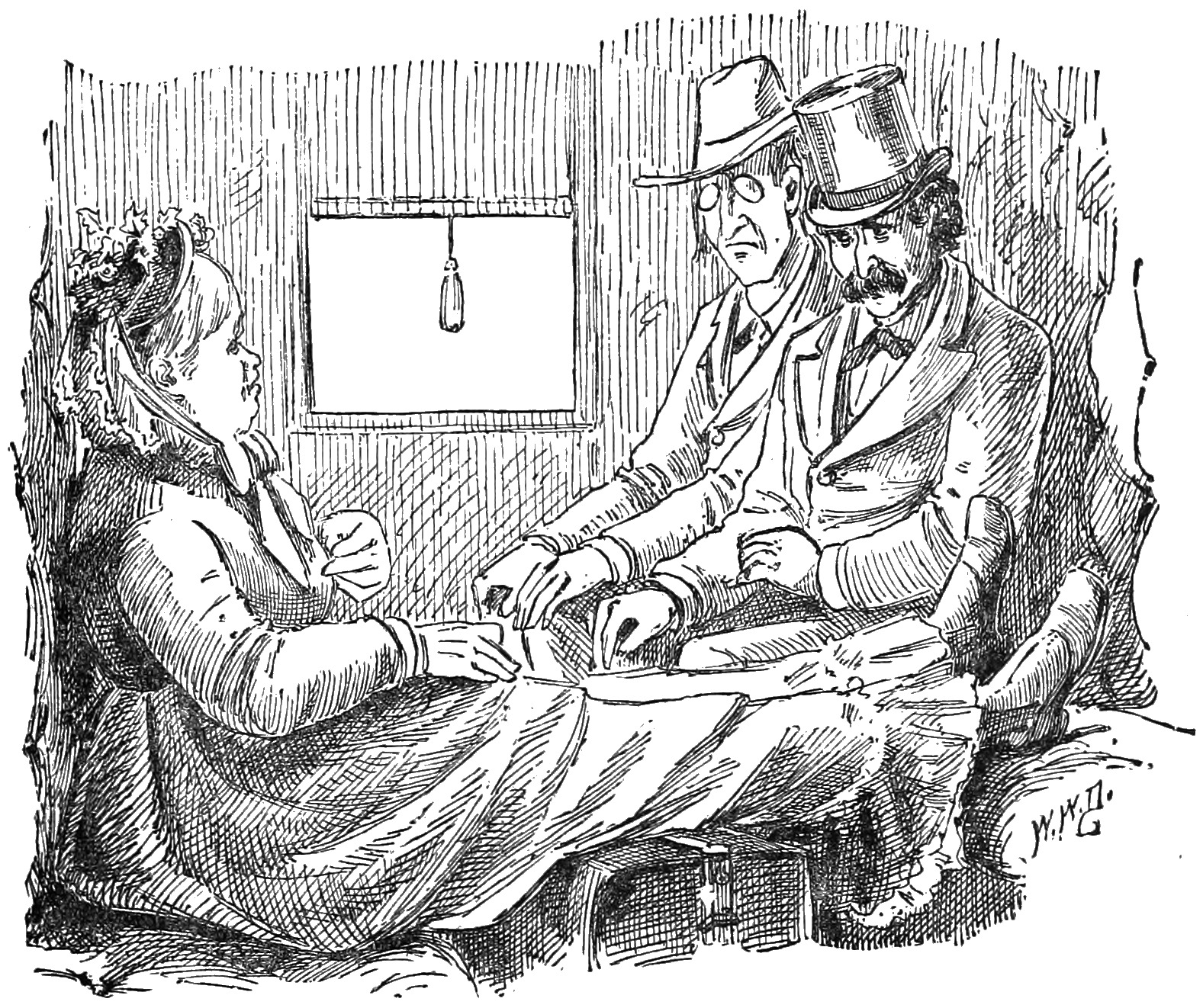
Harris e Twain (?) por William Wallace Denslow (Tendo Todos os Seus Direitos, p. 547)
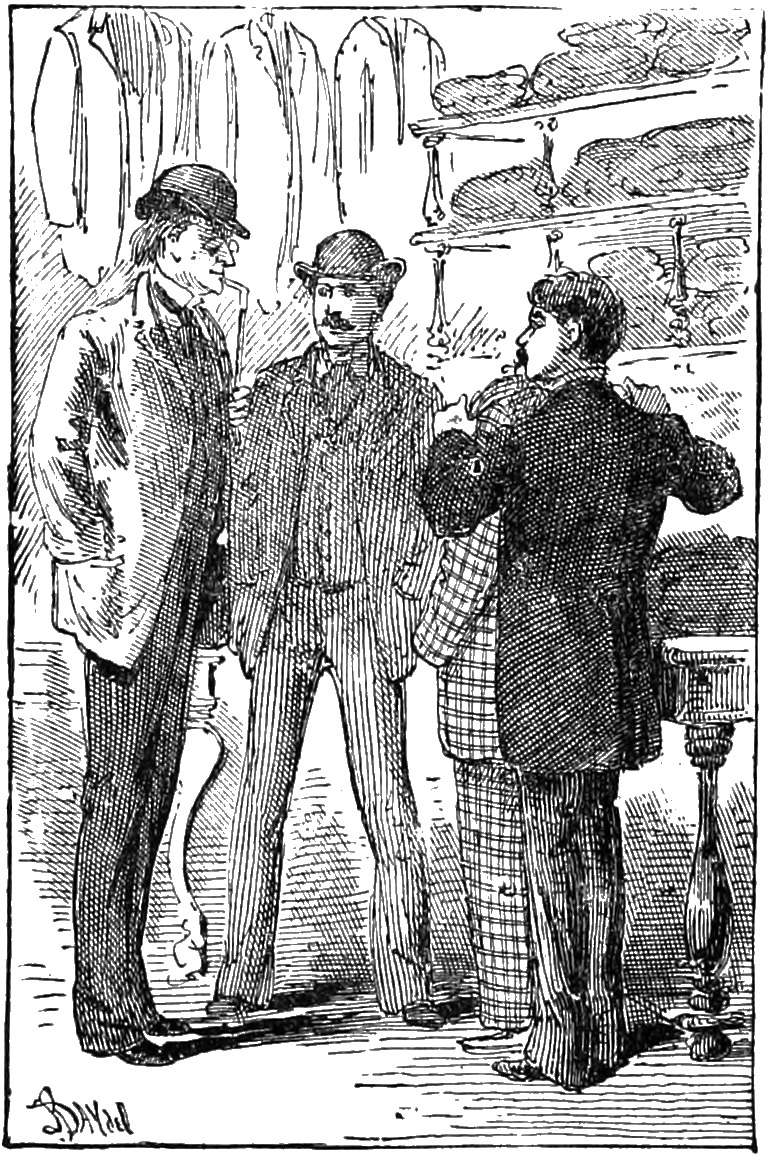
Harris e Twain (?) por Benjamin Henry Day Jr. (Estoque de Comércio, p. 556)
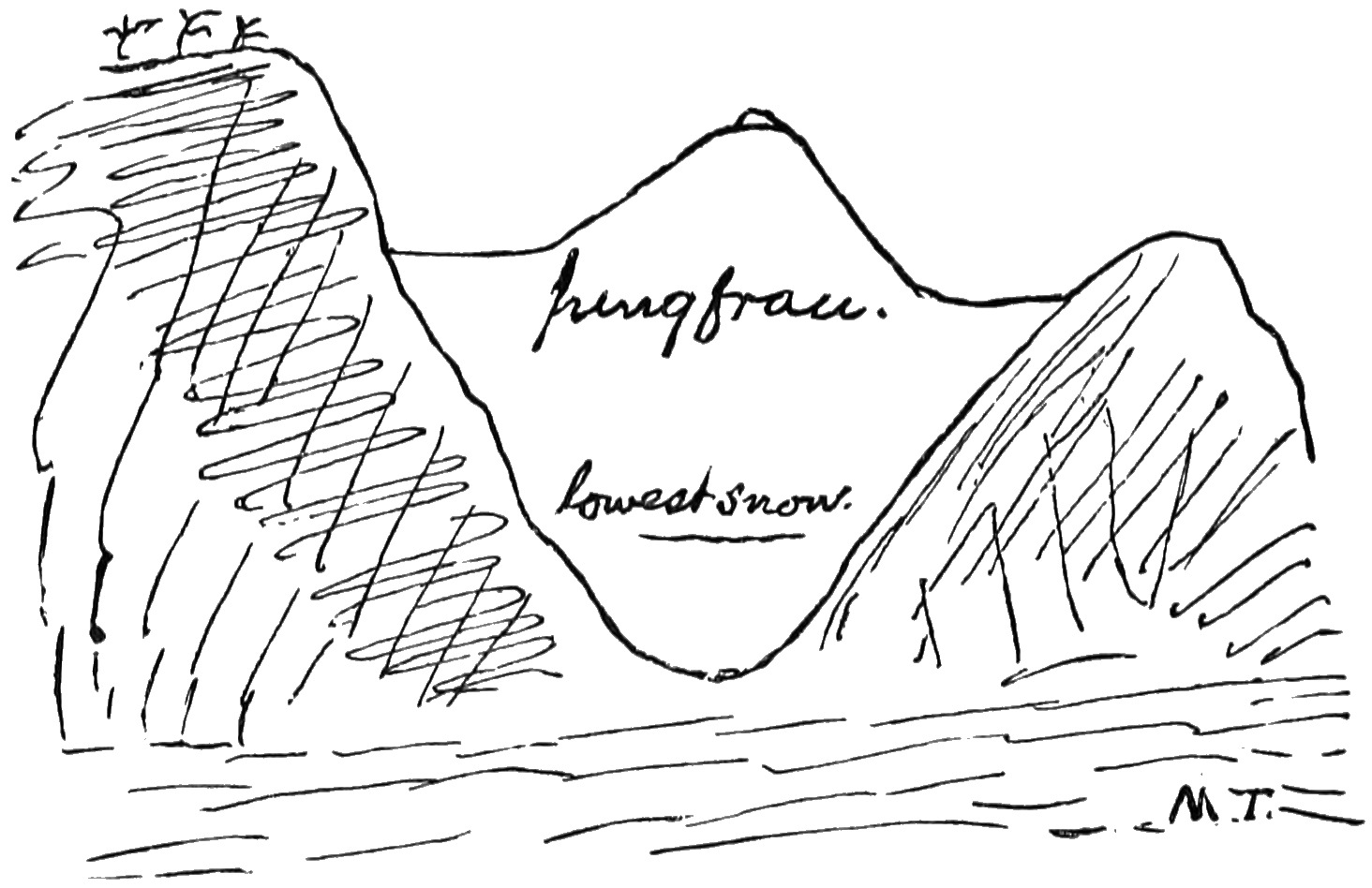
A Jungfrau por M. T. (p. 346)
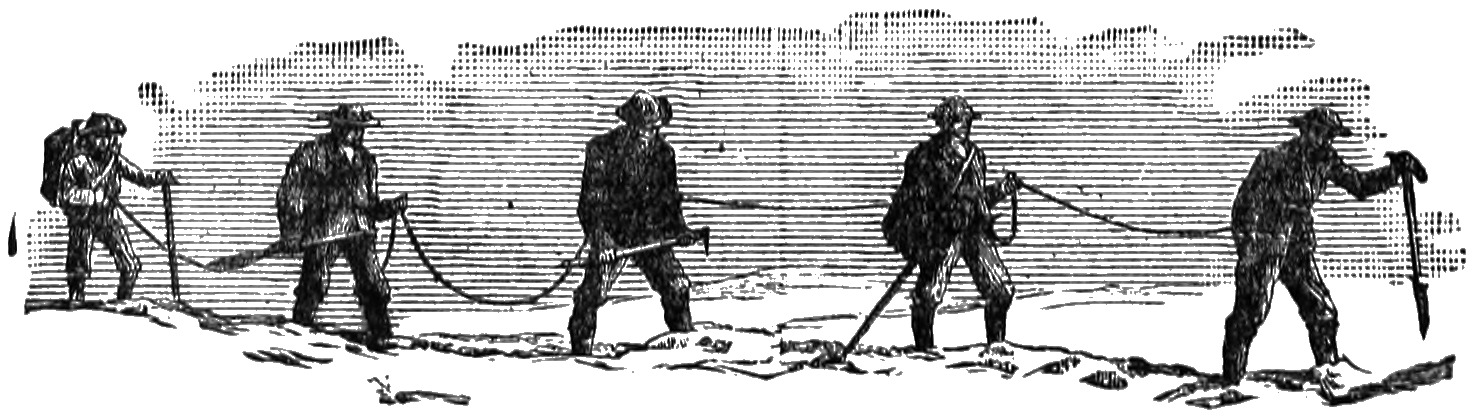
Atados Juntos, publicado anteriormente em Scrambles amongst the Alps, com legenda A Maneira Certa de Usar uma Corda em um Glaciar, com assinaturas "JM" e "Whymper sc"